# Sinisa Andrijasevic
Pour les articles homonymes, voir Andrijašević.
Sinisa Andrijasevic est un boxeur pieds-poings croate. Il est né le 21 août 1968. Il mesure 1,85 m pour 97 kg.
Andrijasevic évolue en Muay Thai et kick-boxing. C'est un boxeur solide qui a un punch non négligeable. Le croate a participé à quelques tournoi pour le compte du K-1 où il a été finaliste en Russie en 2000 et a obtenu plusieurs titres de champion du monde de kick-boxing. Pour l'anecdote, Andrijasevic n'est pas en réussite avec les combattants français, hormis une victoire contre Abdel Lamidi le croate ayant été battu par Achille Roger, Jérôme Le Banner ou Cheik Kango.

## Quelques victoires
- 04/11/99   contre l'américain Jeff Roufus par KOT au 2e round
- 12/05/00   contre le yougoslave Darko Miracinovic par décision au 3e round
- 12/05/00   contre l'italien Franz Haller par décision au 4e round
- 01/09/00   contre l'ukrainien Nemanya Urdojick par décision
- 22/09/01   contre le français Abdel Lamidi par KO au 2e round
- 13/04/02   contre le bosniaque Edo Tachi par KOT au 2e round